# 欣榮街臨時巴士總站
油塘（欣榮街）巴士總站（英語：Yau Tong（Yan Wing Street）Bus Terminus），通稱油塘巴士總站，官方名稱欣榮街臨時巴士總站，位於香港觀塘區油塘欣榮街，鄰近鯉魚門邨、油塘中心、油美苑、鯉魚門廣場、大本型。此站提供來往九龍市區、屯門、北大嶼山及香港國際機場的巴士服務，現已改建為鯉魚門邨公共運輸交匯處，上蓋物業為鯉魚門邨鯉旺樓。此站停用前有8條巴士路線以此站為總站，並有1條巴士路線途經此站。
而在清明節及重陽節服務的14S線，亦標示以油塘為總站，但實際上是在附近的鯉魚門道近油塘邨及高超道停站。

## 歷史
20世紀中葉，香港政府提議在茶果嶺東南面和魔鬼山（現稱炮台山）西北面的觀塘仔灣旁興建一個社區，提供公營房屋和工廠單位，讓那裡的居民自給自足。油塘邨和油塘高超道邨相繼落成後，人口不斷增加，對交通的需求顯得殷切。1967年「六七暴動」後，油塘區首條對外巴士路線14正式投入服務，不僅方便市民往返油塘，同時擴大了巴士公司的服務版圖。可是，該區一直欠缺一個停放巴士的地方，於是在介乎高超道與鯉魚門道之間的小山丘（即現時高翔苑高瑞閣和高安閣）興建一個巴士總站，名為「油塘（高超道）」，同時修築一段新路－高朗道，把總站和高超道及鯉魚門道連接起來。油塘發展變得成熟，對外交通服務的需求隨之增加，巴士公司遂開辦了各式往返油塘的路線，計有特快、鐵路接駁等，確實方便不少。
到了1980年代，油塘的房屋開始老化，重建計劃在隨後數年正式落實。1990年代初，油塘邨和油塘高超道邨相繼進行重建，大量居民遷出令交通需求急速下降，期內一些路線需要調整服務，以免出現資源過剩。位於高朗道的巴士總站，則於1998年11月最後一天關閉，巴士路線臨時改為停泊在高超道近高怡邨的路旁。直至1999年9月中，位於油塘中心對面、欣榮街與高超道交界的臨時巴士總站正式啟用，為油塘區的巴士路線找到暫時的庇蔭，不用繼續「露宿街頭」。臨時總站稱為「油塘（欣榮街）」，可避免與位於重建前的油塘邨內、也是在欣榮街上的一個巴士總站名稱混淆。現時，包括巴士公司在內的普羅大眾已簡化使用「油塘」作為臨時總站的名稱，但卻與特別路線14S位於鯉魚門道的上客及位於高超道迴旋處的落客站名稱不謀而合。
至於永久性的巴士總站－油塘公共運輸交匯處及鯉魚門邨公共運輸交匯處經已落成，已分別於2012年7月2日及2016年5月15日啟用。工程完成後，配合鐵路、巴士、小巴等四通八達的綫路，勢必帶動油塘和鯉魚門的住宅、工業、旅遊和購物等商業活動，以至成為香港島往返東九龍和新界的重要交通樞紐。

## 過往總站路線資料

### 九龍巴士14線
- 鯉魚門邨 ↔ 中港碼頭

1967年9月24日起投入服務，原屬九龍半島首條「半直通路線」，及至1982年8月8日取消此名字，並於介乎牛頭角與九龍城之間加設巴士站。現時途經藍田匯景花園、觀塘市中心、牛頭角下邨、九龍灣啟業邨、新蒲崗采頤花園、九龍城宋皇臺、土瓜灣高山劇場、佐敦道等地方。

### 九龍巴士14D線
- 油塘 ↔ 彩虹

2011年8月25日起投入服務，主要疏導九龍區專綫小巴60線於早上繁忙時間的乘客，只在學校上課日繁忙時間行駛。途經藍田、秀茂坪、四順、彩雲邨、坪石、彩虹邨等地方。

### 九龍巴士14S線
- 油塘 ↺ 將軍澳華人永遠墳場

1991年3月起（清明節前夕）配合將軍澳華人永遠墳場啟用而投入服務，分別在每年清明節及重陽節期間行走。由於墳場通道相當陡峭，本線一直只能採用特定的單層巴士行走。

### 九龍巴士62X線
- 兆康站（南） ↔ 鯉魚門邨

1987年10月26日起投入服務，是觀塘區首條往返屯門區的巴士路線，祗在每日早上及下午特定時間行走。1993年3月15日至2004年5月7日增設空調特別班次，觀塘區總站設於藍田地鐵站。現時途經藍田匯景花園、觀塘市中心、牛頭角下邨、九龍灣德福花園、彩虹邨、黃大仙祠、畢架山花園、友愛邨、安定邨、屯門大會堂等地方，沿途可欣賞九龍半島、香港貨櫃碼頭、青馬大橋、汀九橋等景色。

### 九龍巴士219P線
1997年5月12日起投入服務，祗在平日早上行走，是路線219X的晨早特別班次，用以取代路線14X的服務。途經藍田匯景花園、茶果嶺麗港城、九龍灣國際展貿中心、紅磡香港理工大學、尖沙咀東部商業區、尖沙咀彌敦道等地方。最終因為配合路線重組，於2013年10月12日取消服務，由14X線（第二代）及219X線取代。

### 九龍巴士259D線
- 屯門（龍門居） ↔ 鯉魚門邨

1994年7月28日起投入服務，是觀塘區往返屯門區的第三條巴士路線。2001年7月1日起，提升至全日服務及延長路線。現時途經藍田匯景花園、觀塘市中心、牛頭角下邨、九龍灣德福花園、彩虹邨、黃大仙祠、畢架山花園、兆禧苑、蝴蝶灣公園、新屯門中心等地方，於路線62X服務時間以外，本線更會途經屯門市中心、安定邨、友愛邨等地方，沿途可欣賞九龍半島、香港貨櫃碼頭、青馬大橋、汀九橋等景色。

### 九龍巴士N216線
- 油塘 ↔ 紅磡站

1994年7月11日凌晨起投入服務，路線編號為216S，是觀塘半山第二條通宵巴士路線。1996年5月1日起，路線編號改為N216。同年12月16日起，從藍田（廣田邨）延長至油塘（高超道）。詳細行車路線不斷作出修改，現時途經高俊苑、廣田邨、德田邨、興田邨、秀茂坪邨、四順、彩雲邨、彩虹邨、新蒲崗彩虹道、東頭邨、九龍城（太子道西 / 亞皆老街）、旺角、油麻地、尖沙咀等地方。

### 城巴E22P、E22X線
- 油塘 ↔ 航天城

E22P:2000年6月28日起投入服務，祗在平日周一至周五特定時間行走，提供路線E22的特快班次。2003年3月17日起，從藍田（北）延長至油塘。2011年9月26日起，為配合城巴E22B線線取消，來回程改經秀茂坪、四順及彩雲邨一帶，方便居民以較便宜的車費往來機場。現時途經藍田廣田邨、德田邨、興田邨、秀茂坪邨、四順、彩雲邨、彩虹邨、鑽石山荷里活廣場、黃大仙祠、畢架山花園、青嶼幹線、國泰城、民航處總部、香港國際機場客運大樓、亞洲國際博覽館等地方，可欣賞九龍半島、香港貨櫃碼頭、青馬大橋、汀九橋、香港國際機場等景色。
E22X:2012年1月16日起投入服務，祗在平日周一至周五特定時間行走，提供路線E22的特快班次。行車路線與2011年9月26日前行走的E22P線完全相同。現時途經現時途經藍田廣田邨、德田邨、康逸苑、匯景花園、茶果嶺麗港城、觀塘市中心、牛頭角下邨、彩虹邨、鑽石山荷里活廣場、黃大仙祠、畢架山花園、青嶼幹線、國泰城、民航處總部、香港國際機場客運大樓、亞洲國際博覽館等地方，可欣賞九龍半島、香港貨櫃碼頭、青馬大橋、汀九橋、香港國際機場等景色。。

### 城巴N26線
- 油塘 ↔ 東涌站（經機場）

1999年12月20日起投入服務。八個月後，重組路線並提升為雙向服務，增設午夜班次從東涌（經機場）前往藍田（廣田邨）。2003年4月22日起延長至油塘。現時途經高俊苑、廣田邨、德田邨、興田邨、秀茂坪、四順、彩雲邨、彩虹邨、鑽石山荷里活廣場、黃大仙祠、竹園邨、畢架山花園、青嶼幹線、香港國際機場客運大樓、國泰城、機場航空膳食區、亞洲空運中心、機場管理局辦事處、昂坪360纜車總站等地方。

### 城巴R22線
- 未有資料，請加入至Module:香港巴士/lantau。

2005年8月16日起投入服務，配合竹篙灣發展區內的迪欣湖對外開放，以及迪士尼樂園於同年9月12日正式開幕。但由於客量不太理想，遂於2008年暑假後，只維持晚上班次，於每晚迪士尼樂園煙花匯演後開出，單向前往油塘。現時途經青嶼幹線、佐敦道、土瓜灣高山劇場、九龍城宋皇臺、新蒲崗采頤花園、九龍灣啟業邨、牛頭角下邨、觀塘市中心、藍田匯景花園等地方。2013年1月14日取消常規服務。

## 途經路線資料

### 九龍巴士14C線
受高超道道路工程影響，本線往鯉魚門方向暫時途經欣榮街，並於油塘巴士總站外加設分站。2013年3月24日取消。

## 高超道時期總站路線
- 九龍巴士14A線
- 九龍巴士14B線
- 九龍巴士14X線（第一代）

## 相關項目
- 油塘站
- 鯉魚門（三家村碼頭）巴士總站
- 藍田（廣田邨）巴士總站
- 油美苑
- 鯉魚門邨

## 外部連結
- 九巴 （页面存档备份，存于）
- 681巴士總站